# 洛莫瓦特卡农村居民点
洛莫瓦特卡农村居民点（俄语：Сельское поселение Ломоватское）是俄罗斯联邦沃洛格达州大乌斯秋格区所属的一个农村居民点。其下辖有4个居民点，行政中心为洛莫瓦特卡。据2015年统计，该农村居民点的人口为957人。